# Bob Walkup
Robert E. Walkup, né le 14 novembre 1936 à Ames dans l'État de l'Iowa et mort le 13 mars 2021, était le 40e maire de Tucson dans l'État de l'Arizona du 6 décembre 1999 au 5 décembre 2011. Il est membre du Parti républicain.

## Biographie

### Carrière
Il détient un baccalauréat universitaire en génie industriel de l'université d'État de l'Iowa et a servi dans l'United States Army.

### Maire de Tucson
Bob Walkup a été élu une première fois le 2 novembre 1999, réélu le 4 novembre 2003 puis élu une troisième fois le 6 novembre 2007.

### Source de la traduction
- (en) Cet article est partiellement ou en totalité issu de l’article de Wikipédia en anglais intitulé « Bob Walkup » (voir la liste des auteurs).